# Методиево (Шуменская область)
Методиево (болг. Методиево) — село в Болгарии. Находится в Шуменской области, входит в общину Вырбица. Население составляет 403 человека.

## Политическая ситуация
В местном кметстве Методиево, в состав которого входит Методиево, должность кмета (старосты) исполняет Мехмед Махмуд Юсеин (независимый) по результатам выборов правления кметства.
Кмет (мэр) общины Вырбица — Исмаил Мехмед Мехмед Движение за права и свободы (ДПС)) по результатам выборов в правление общины.